# Сьоун
Сьоун (исл. Sjón, полное имя — Си́гюрьоун Би́ргир Си́гюрдссон, Sigurjón Birgir Sigurðsson; род. 27 августа 1962, Рейкьявик, Исландия) — исландский поэт, писатель, сценарист, актёр. Он был награждён Литературной премией Северного Совета в 2005 году за роман «Скугга-Бальдур» (Skugga-Baldur, «Голубая лиса»), но свою известность в мире приобрёл, выступая в качестве автора стихов к песням Бьорк. В частности, Сьоун является автором или соавтором стихов к песням «Isobel», «Bachelorette», «Jóga» и «Oceania», специально написанной для Летних Олимпийских Игр 2004 года. В 2001 году он номинирован на премию «Оскар» вместе с Ларсом фон Триером и Бьорк как соавтор песни «I’ve Seen it All» из фильма фон Триера «Танцующая в темноте».
Лауреат Исландской литературной премии (2013), кавалер Ордена искусств и изящной словесности Франции (2021).
Первая книга стихов Сьоуна, Sýnir («Видения»), была опубликована в 1978 году. С тех пор им опубликовано множество книг стихов, прозы и даже детских книг. Его романы были переведены на итальянский, испанский, голландский, немецкий, французский, русский языки.
Сьоун выступает автором сценария в ряде фильмов, среди которых анимационный фильм «Анна-Монстр», «Регина», «Reykjavik Whale Watching Massacre».

## Личная жизнь
Сьоун женат и имеет двоих детей. В настоящее время он проживает в Рейкьявике.

### Романы
- The Twilight of Marvels («Rökkurbýsnir», Novel, 2008)
- The Whispering Muse (a.k.a. The Splinter from Argo) («Argóarflísin», Novel, 2005)
- The Blue Fox («Skugga-Baldur», Novel, 2003) — «Скугга-Бальдур» (2022)
- With a Quivering Tear («Með titrandi tár», Novel, 2001)
- Made in Secret (a.k.a. Your Eyes Saw Me) («Augu þín sáu mig», Novel, 1994)
- Angel, Stovehat and Strawberries («Engill, pípuhattur og jarðarber», Novel, 1989)
- Night of Steel («Stálnótt», Novel, 1987)
- Codex 1962: A Trilogy («Codex 1962», 2016) — Книга 1. «Зародыш мой видели очи Твои. История любви» (2022)

### Поэзия
- Collected Poems 1978—2008 («Ljóðasafn», Poems, 2008)
- the song of the stone collector («söngur steinasafnarans», Poems, 2007)
- obscure figures («myrkar fígúrur», Poems, 1998)
- there is something I can’t remember about the clouds («Ég man ekki eitthvað um skýin», Poems, 1991)
- The Boy with the X-Ray Eyes, poems from 1978—1986 («Drengurinn með röntgenaugun», Poems, 1986)
- Toy Castles … («Leikfangakastalar», Poems, 1986)
- Oh, Isn’t it Wild? («Oh, Isn’t it Wild?», Poems, 1985)
- The Book of Illusions («Sjónhverfingabókin», Poems, 1983)
- The Blind Man’s Bicycle («Reiðhjól blinda mannsins», Poems, 1982)
- How Does One Make Love to Hands? («Hvernig elskar maður hendur?», Poems, 1981)
- Birgitta («Birgitta», Poems, 1979)
- Madonna («Madonna», Poems, 1979)
- Visions («Sýnir», Poems, 1978)

### Книги для детей
- The Story of the Strange Bird («Sagan af furðufugli», illustr. Daði Guðbjörnsson, 2002)
- Númi and his Seven Heads («Númi og höfuðin sjö», illustr. Halldór Baldursson, 2000)
- The Story of the Great Cap («Sagan af húfunni fínu», illustr. Halldór Baldursson, 1995)

## Фильмография
- Регина («Regína», сценарист, 2001)
- Анна-Монстр («Anna and the Moods», сценарист, актёр, 2007)
- Reykjavik Whale Watching Massacre («Reykjavik Whale Watching Massacre», сценарист, 2009)
- Варяг («The Northman», сценарист, 2022)